# Oleria lerdina
Oleria lerdina är en fjärilsart som beskrevs av Otto Staudinger 1885. Oleria lerdina ingår i släktet Oleria och familjen praktfjärilar. Inga underarter finns listade i Catalogue of Life.